# Yuriko
Yuriko (jap. ゆりこ, ユリコ) – żeńskie imię japońskie.

## Możliwa pisownia
Yuriko można zapisać, używając wielu różnych znaków kanji i może znaczyć m.in.:
- 百合子, „lilia, dziecko”[1]
- 由里子, „powód, wioska, dziecko”
- 由利子, „powód, korzyść, dziecko”
- 有里子, „istnieć, wioska, dziecko”
- 優梨子

## Znane osoby
- Yuriko Chiba (由利子), japońska animatorka i projektantka postaci
- Yuriko Handa (百合子), japońska siatkarka
- Yuriko Hishimi (ゆり子), japońska aktorka
- Yuriko Ishida (ゆり子), japońska aktorka
- Yuriko Kaida (貝田 由里子), japońska piosenkarka
- Yuriko Koike (百合子), japońska polityk
- Yuriko Kosaki, japońska lekkoatletka specjalizująca się w biegach długich
- Yuriko Kuronuma (ユリ子), japońska skrzypaczka
- Yuriko Miyamoto (百合子), japońska powieściopisarka
- Yuriko Nakamura (由利子), japońska kompozytorka i pianistka
- Yuriko Yamaguchi (由里子), japońska seiyū
- Yuriko Yamamoto (百合子), japońska seiyū

## Fikcyjne postacie
- Yuriko Hiraga (百合子), bohaterka mangi i anime Master Keaton
- Yuriko Kuraki (由利子), bohaterka gry i OVA Moonlight Lady
- Yuriko Star (ユリコ), bohaterka mangi i anime The Irresponsible Captain Tylor
- Yuriko Takagi (百合子), bohaterka mangi i anime Highschool of the Dead
- Yuriko Takanashi (ユリ子), bohaterka mangi Candy Boy